# 西沢5ミリ
西沢 5㍉（にしざわ 5ミリ、1993年 - ）は、日本の漫画家、イラストレーター、同人作家。関東在住。女性。

## 来歴

### 出自から学生時代まで
1993年、大阪府大阪市西成区において沖縄出身の父親と鹿児島出身の母親の間に生まれた。
美術系高校を卒業後、2011年に京都精華大学に入学するも翌年の2012年に人間関係が原因で中退する。
その数か月後にソーシャルゲームのイラスト制作を中心とするバイトを始める。その時の仕事内容について西沢はソシャゲバブルが起こっていたために仕事が多かったと話している。西沢が発表している仕事としては当時グリー（のちに子会社のファンプレックスに移管）が運営していた『聖戦ケルベロス』がある。
2014年にTwitter（現X）アカウントを開設しており、『ケロケロちゃいむ』や『HIGH SCORE』等のりぼん作品や『神様はじめました』等のファンアートを投稿している。
2015年に開催されたコミティア112において漫画家の森名尚のスペースで売り子を行い、その際に森名のキャラクターを西沢が書いたポストカードが配布された。さらに、同年に開催された関西コミティア46にも参加している。その時の名義は『モノフィーユ』となっており、現在と同じ名前が使用されている。
その後、2017年にゲーム会社に入社する。

### 会社員から単行本発売まで
2018年Twitter上で『巨乳に聞いた巨乳あるある』というイラストを投稿し、ウェブメディアに取り上げられる。その記事の中では共感の嵐が巻き起こり注目を集めたと書かれている。
今までファンタジー系のゲームのような画風であり主に獣を題材にしていたが、そのころからSNS上で一般的な女性の人物が登場する漫画の投稿を始める。この変化について西沢本人は「きれいで上手なイラストレーターさんは大量にいらっしゃるので、このまま続けていっても埋もれるしこの先いきていけないと思い、コメントしやすい絵にシフトチェンジしていきました」と語っている。SNSで有名になったことをきっかけに、その後2018年にゲーム会社を退職する。その頃にTwitter及びpixiv上でマンガの投稿を始める。イラストから漫画に変えた理由として台詞やシチュエーションを一枚絵にすると表現が追い付かないために漫画を描くようになったと話している。現在発刊されている単行本の多くはこれらに投稿されたものをまとめたものやその後日譚となっている。
2018年に『何故か学校一の美少女が休み時間の度に、ぼっちの俺に話しかけてくるんだが？』の挿絵を担当する、2019年に初の単行本である『私の初めて、キミにあげます。』が発売されるなど本格的にイラストレーター・漫画家としての仕事を行うようになる。

### 2020年代
総合学園ヒューマンアカデミーにて2020年にオープンキャンパスイラストレーターセミナーの講師、及び2021年度の非常勤講師を行った。
2021年に東京都渋谷区にて初の個展である「幻想を魅せてくれ」が、pixivとツインプラネットが共同で運営するpixiv WAEN GALLERYにて開催された。同年10月にはとらのあな秋葉原店Aにて、イラスト展「西沢5ミリ展 -彼女たちと、-」が開催された。

## 人物・作風・その他

### 人物
昔からゲームをしていても女性キャラにばかり夢中であったり、現在でも男性キャラより女性キャラを描くことの方が好きであったりと、女性の方が好きであると発言している。ファンから百合漫画の方が面白いと言われることが多く、その理由として自身にそのような傾向があるからではないかとも話している。
好きな女性像として現実ではまったりした子、フィクションでは行動的な女の子が可愛いとしている。本人によると積極的な女性キャラが多い理由として、物語を動かしやすいという作品的な理由に加えて、「好き」をあらわにして行動する子の方がかわいいと感じるからであるとしている。
『私の初めて、キミにあげます。』の単行本化に際してネット上で初めて顔出しを行った。
2015年から同人サークル「モノフィーユ」を主宰し、同人活動を行っている。また、自身のYouTubeチャンネルではイラストのメイキング動画や3Dモデルを使ったダンスや自身の歌などをアップしている。

### 作風
やわらかくて優しい世界の話を好んでおり、そのような設定の話を描きたいと思っている。自分の漫画について質問された際、自分自身の描きたいものと読者に対して「こういうの好きだろ？」という問いかけの両方をバランスよく描きたいと話している。
上記のように男女の相思相愛や女性同士の恋愛を題材にした作品が多い。また性交を匂わせる展開やタイトルが散見されるも直接描写されることはなく、事前と事後という形で扱われる。西沢は自身の本について「健全！本」であるとしている。

## 作品

### 漫画
- 『私の初めて、キミにあげます。』（KADOKAWA）
- 『元カノに幻想を抱くなバーカ』
- 『神絵師と付き合いたい！0』
- 『女の裸を生で見たい』
- 『他人のセックスを想像するな』
- 『ダメなお姉さんでもすきだよね？』
- 『事前事後』
- 『ひと夏の』
- 『三神さんを振り向かせたい』（芳文社『まんがタイムきららフォワード』9月号、読み切り）
- 『恋愛代行』（原作：赤坂アカ、週刊ヤングジャンプ連載）

### イラスト
- 『♯柔女子【イラスト集】』SNS投稿イラスト集
- 『制服少女 半脱ぎの瞬間』複数イラストレーターの一人として参加
- 『くろタイツWIDE』複数イラストレーターの一人として参加
- 『恥ずかしそうな顔でおっぱい見せてもらいたい 赤面おっぱいアンソロジー』1〜3巻表紙イラストのみ担当

#### ライトノベル
- 『何故か学校一の美少女が休み時間の度に、ぼっちの俺に話しかけてくるんだが？』(著：出井愛、MF文庫J)1〜5巻表紙、挿絵イラスト
- 『噂の学園一美少女な先輩がモブの俺に惚れてるって、これなんのバグですか？』(著：瓜生聖、角川スニーカー文庫)表紙、挿絵イラスト
- 『氷川先生はオタク彼氏がほしい。』(著：篠宮夕、ファンタジア文庫)1〜3巻、表紙、挿絵イラスト
- 『きれいなお姉さんに養われたくない男の子なんているの？』(著：柚本悠斗、GA文庫)1〜3巻表紙、挿絵イラスト

#### ゲーム
- 「クロノ ブリゲード」キャラクターイラスト（シア、他）
- 「にゃんカノ〜My Kitten girlfriend〜」キャラデザ数点
- ボードゲーム「あの子のとなり」カードの一枚絵
- ボードゲーム「グラデュエーション・フォトレコーズ！」カードイラスト

#### アニメ
- 『がんばれ同期ちゃん』第3話エンドカードイラスト

#### その他
- 『ゼロから始める数学1・A』表紙イラスト
- 『ゼロから始める小論文』表紙イラスト
- 『ゼロから始める現代文』表紙イラスト
- 「東方スペルバブル」古明地こいしイラスト
- ホロライブ「桃鈴ねね」デザイン[16]
- ぶいすぽっ！「紫宮るな」デザイン
- 『小池陽慈の 現代文読解が面白いほどできる基礎ドリル』表紙イラスト
- 『美少女イラストメイキングガイド』B-銀河、ろうかとの共著
- デュエル・マスターズ「キャンベロ＜レッゾ.Star＞」（カードイラスト[17][18]、2022年）